# IC 2934
IC 2934 је спирална галаксија у сазвјежђу Лав која се налази на листи објеката дубоког неба у Индекс каталогу.
Деклинација објекта је + 13° 19' 17" а ректасцензија 11h 34m 19,6s. Привидна величина (магнитуда) објекта IC 2934 износи 15,7 а фотографска магнитуда 16,4. IC 2934 је још познат и под ознакама MCG 2-30-2, CGCG 68-4, KARA 486, PGC 35739.